# یاپ دی هوپ شفر
یاپ دی هوپ شفر (انگلیسی: Jaap de Hoop Scheffer؛ زادهٔ ۳ آوریل ۱۹۴۸) یک سیاست‌مدار اهل هلند است.